# Nordisk Genbank Husdyr
Nordisk Genbank Husdyr blev etableret i 1984 som et samarbejdsorgan under Nordisk Ministerråd.
Nordisk Genbank Husdyr er et informations og videnskabscenter, som samarbejder med avls- og organisationer for bevarelse af de gamle husdyrracer, for at skabe en bærekraftig udvikling og forvaltning af husdyrgenetiske ressourcer. 
Nordisk Genbank Husdyr er lokaliseret under "Institutt for husdyr- og akvakulturvitenskap, Universitet for miljø- og biovitenskap" (UMB), Ås, Norge. 

## Grundlaget for Nordisk Genbank Husdyrs arbejde
De øgede krav fra samfundet om produktivitet medfører fare for at husdyrracer som ikke holder nutidens standard trues og uddør. I følge "FAOs World Watch List for Domestic Animal Diversity" har en tredjedel af verdens husdyrracer en populationsstørrelse på under 1.000 dyr, og er dermed i fare for helt at forsvinde. I Norden er ca. 60 husdyrracer truet. 
Nordens husdyr udgør ca. 60 % af de nordiske landbrugs indtægter. Med et bæredygtigt og langsigtet avlsarbejde vil man kunne avle sunde friske dyr, undgå udspalting af negative genetiske effekter og fremavle dyr som er modstandsdygtige mod sygdom. Mad fra friske dyr med velfærdsmæssig og etisk forankring i produktionssystemet vil også i fremtiden få betydning for forbrugerne. 